# Le bombardier passera toujours au travers

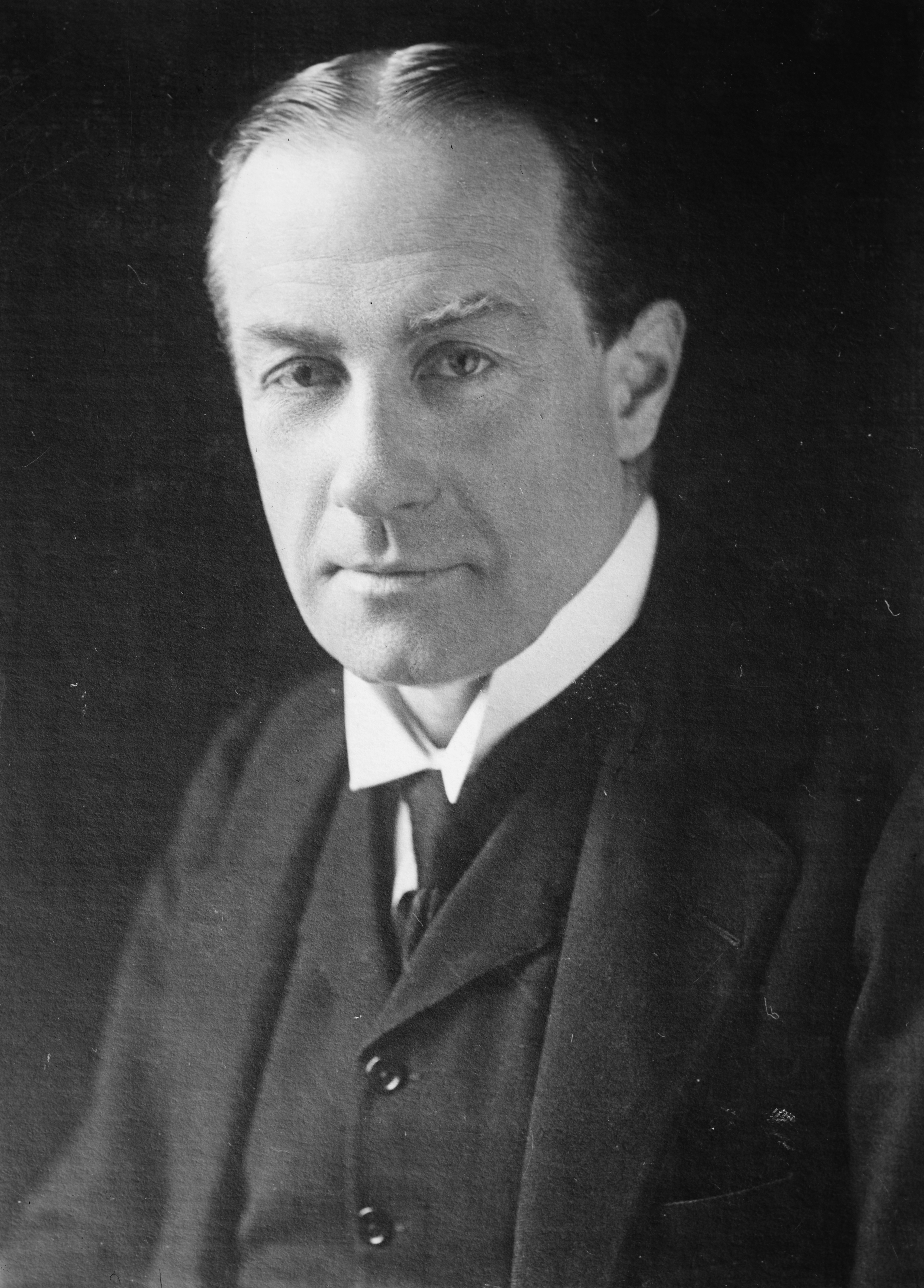
Sir Stanley Baldwin à la fin des années 1920.

« Le bombardier passera toujours au travers » (« The bomber will always get through ») est une expression utilisée par l'homme d'état britannique Stanley Baldwin le 10 novembre 1932, dans le discours « Une peur pour l’avenir » (A Fear for the Future) au Parlement britannique en faveur du désarmement. L’argument était qu’indépendamment de la défense aérienne, les bombardiers passeront en nombre suffisant pour détruire des villes.

## Origines
Ce n’était pas une hyperbole ; à cette époque, les bombardiers étaient légèrement plus performants que les avions de chasse grâce à leurs multiples moteurs, et une interception réussie exigeait donc une planification soigneuse afin que les chasseurs soient au bon endroit pour faire face aux bombardiers. Avant la Seconde Guerre mondiale et l’invention du radar, les systèmes de détection étaient visuels ou auditifs, ce qui ne donnait qu’un préavis de quelques minutes, insuffisant pour organiser une interception. Cet équilibre des forces signifiait que les bombes seraient larguées et il y avait peu de choses à faire pour l’empêcher. Pour le Royaume-Uni, la réponse a été de se concentrer sur la production de bombardiers, perçue d’abord comme une force de dissuasion.
De nombreux théoriciens, surtout en Grande-Bretagne, avaient imaginé qu’une future guerre serait gagnée exclusivement par la destruction de la capacité militaire et industrielle de l’ennemi depuis les airs. Le général italien Giulio Douhet était le théoricien à l’origine de cette école de pensée. Le roman La Guerre dans les airs (The War in the Air) de H. G. Wells, publié avant la Première Guerre mondiale, concluait que la guerre aérienne ne pourrait jamais être gagnée que par des bombardements. Le seul soldat ou politicien au monde qui était peut-être en désaccord avec la pensée de Baldwin était Hugh Dowding, chef du Fighter Command de la RAF durant la bataille d’Angleterre.

## Réutilisations
L’expression a été réutilisée pour faire référence à des attentats-suicides et à l’incapacité de la législation ou des forces de sécurité d’arrêter quelqu’un qui a l’intention de faire sauter quelque chose,,.